# Ждань
Ждань (укр. Ждань) — село в Заречненской поселковой общине Варашского района Ровненской области Украины.
До 2020 года входило в Заречненский район.
Население по переписи 2001 года составляло 181 человек. Почтовый индекс — 34035. Телефонный код — 3632. Код КОАТУУ — 5622282002.